# Bliksem

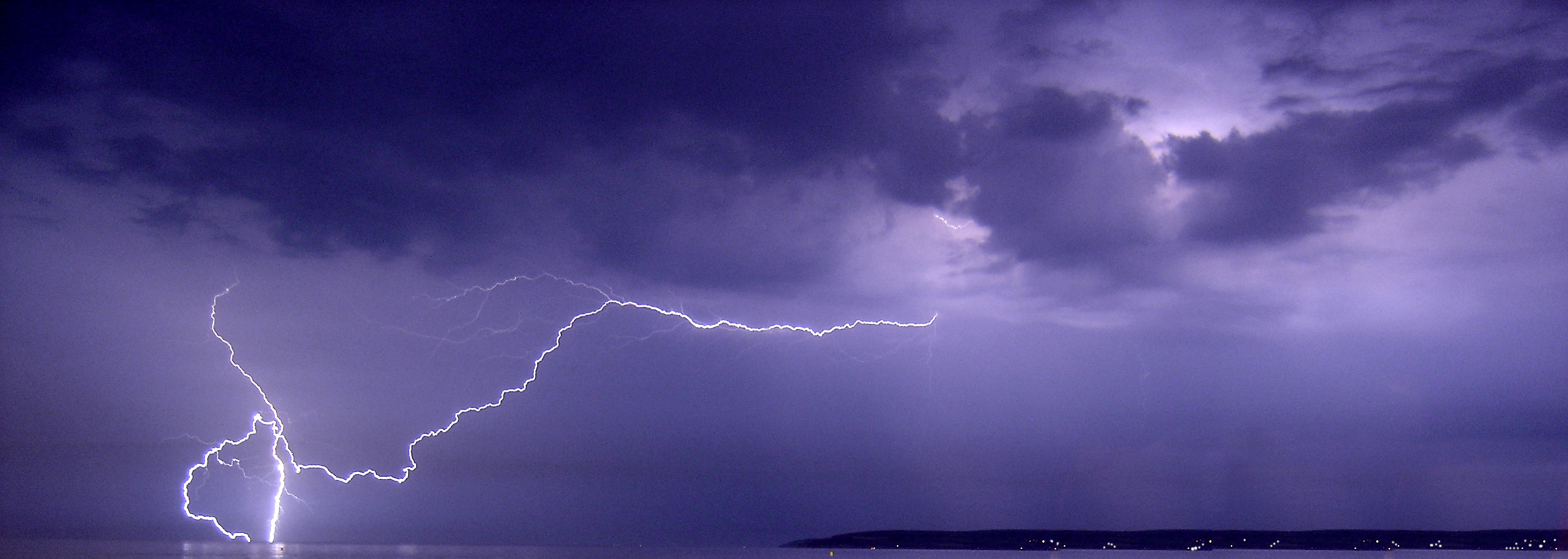
Bliksem

Bliksem of weerlicht is een elektrische ontlading in de atmosfeer die gepaard gaat met donder. De ontlading kan optreden doordat een groot potentiaalverschil is opgebouwd door ladingscheiding. Deze ladingscheiding kan optreden in onweersbuien, maar ook bij vulkaanuitbarstingen. Ziet men alleen een lichtverschijnsel in of tegen een wolk, als gevolg van een bliksemontlading die door de aanwezigheid van wolken niet rechtstreeks kan worden waargenomen en waarvan de donder niet hoorbaar is door de grote afstand, dan spreekt men van  weerlicht.
Over de hele aardbol zijn er op elk willekeurig moment naar schatting ongeveer 1800 onweersbuien actief en bliksemt het elke seconde gemiddeld 50 tot 100 keer.

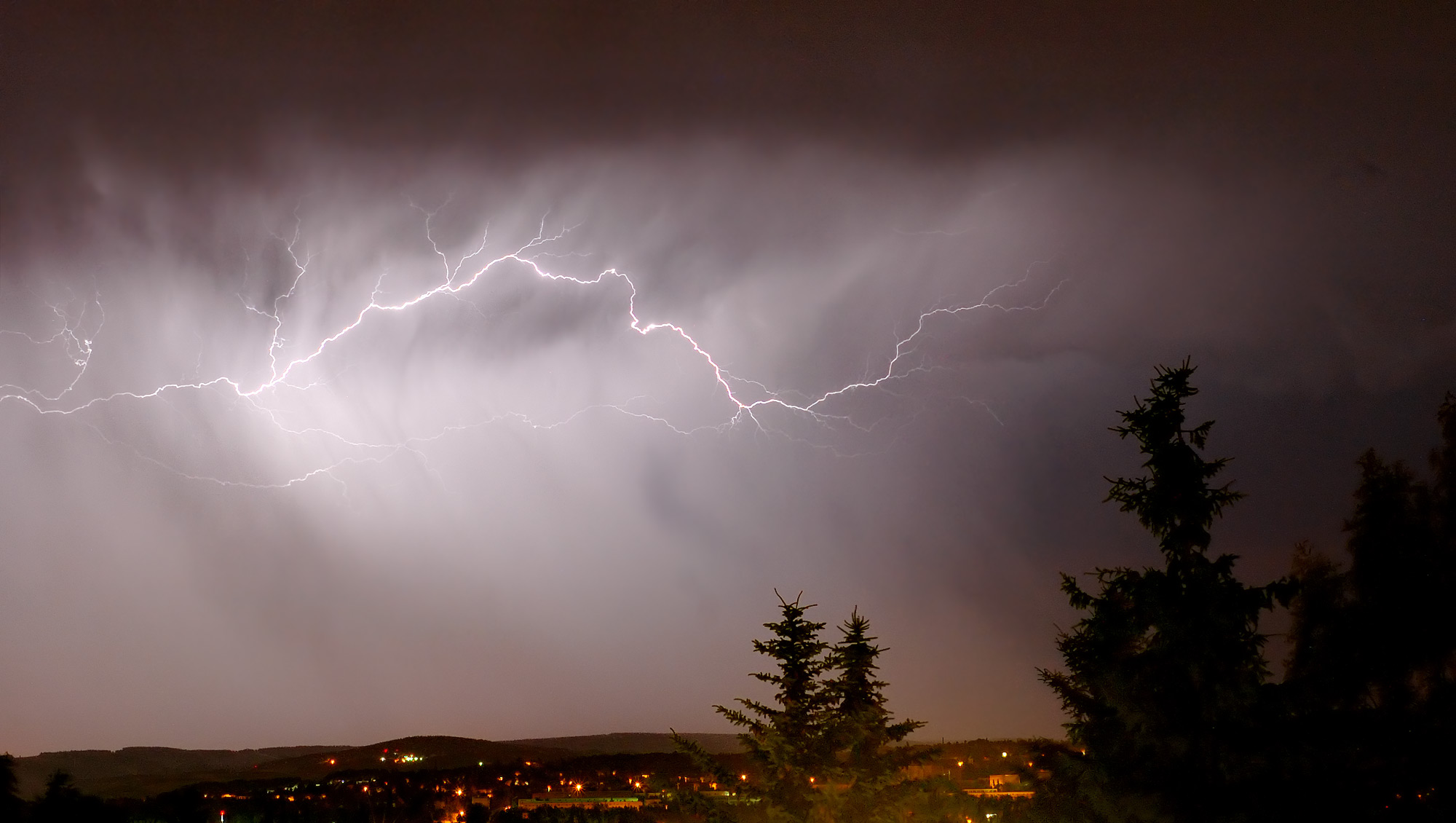
Wolk-wolk-bliksem (cloud-to-cloud)

Er zijn verschillende vormen van bliksem, waarbij wel drie hoofdsoorten worden onderscheiden:
- intrawolk (intracloud, IC)
- wolk-wolk (cloud-to-cloud, CC)
- wolk-aarde (cloud-to-ground, CG).

Als vierde type wordt soms ook wolk-lucht (cloud-to-air, CA) onderscheiden. Ook aarde-wolk (ground-to-cloud, GC) wordt wel genoemd, maar deze is ook vaak bij CG ondergebracht.
Intrawolkbliksem is meestal niet direct zichtbaar, maar alleen als het oplichten van de buienwolk, het weerlicht. Dit is de meest voorkomende soort bliksem. Bij wolk-aardebliksem zijn de bliksemschichten echter veel beter zichtbaar en daarmee bekender.
Bliksem is gevaarlijk. Het is dan ook raadzaam om bescherming te zoeken, zeker wanneer het onweer dichtbij is en de tijd tussen bliksem en donder minder dan 10 seconden bedraagt. Het gevaar om persoonlijk door de bliksem getroffen te worden is relatief gering, maar de gevolgen kunnen ernstig zijn. Elk jaar worden in Nederland een of twee mensen dodelijk door de bliksem getroffen. Vroeger lag dit aantal nog veel hoger. Honderd jaar geleden bijvoorbeeld werden er in Nederland gemiddeld zo'n 20 mensen per jaar dodelijk getroffen.
De laatste jaren is meer bekend geworden over zogenoemde sprites, ontladingen die hoog boven onweerswolken kunnen optreden.

## Ontstaan

### Ladingscheiding
Over hoe de ladingscheiding tot stand komt die nodig is om bliksem te genereren, zijn verschillende theorieën. Geen kan echter alle verschijnselen tegelijk verklaren. Mogelijkerwijs spelen deze processen zich dan ook naast elkaar af:
- inductietheorie van Wilson;
- thermo-elektrisch effect van ijs van Latham en Mason;
- watervaltheorie of fragmentatietheorie van Simpson;
- theorie van Findeisen.

Mogelijk de bekendste theorie is die van Wilson, die uitgaat van een aanvankelijke ladingsverdeling in wolken onder invloed van het bestaande elektrische veld, waarbij de aarde een negatieve lading heeft ten opzichte van de luchtlagen daarboven tot aan de elektrosfeer. Door inductie verkrijgen wolken- en neerslagelementen aan de bovenkant van de wolk een negatieve lading, terwijl die aan de onderzijde een positieve lading krijgen. Dit is mogelijk doordat er door radioactiviteit en kosmische straling ionisatie optreedt in de atmosfeer. De positieve en negatieve ionen die hierbij ontstaan, zullen elkaar normaal gesproken aantrekken. Door het bestaande elektrische veld polariseren de neerslagelementen echter met een positieve lading aan de onderzijde en een negatieve aan de bovenzijde. Als dit element door de wolk valt, zal de onderzijde negatieve ionen aantrekken wat bijdraagt aan de negatieve lading van het element. Dit effect is echter beperkt, aangezien een grotere negatieve lading positieve ionen aan zal trekken.

### Verloop

De rode stapsgewijze voorslag baant zich een weg richting de tegengestelde lading. Zodra het voorontladingskanaal het vangontladingskanaal bereikt, vormt zich de hoofdontlading.

Bliksem is een ontlading waarbij elektronen van een negatieve lading naar een positieve lading gaan - de stroomrichting is van positief naar negatief. Hierbij hoeft de spanning niet in de buurt te komen van de doorslagspanning. Hoewel de atmosfeer door ionisatie in enige mate elektrisch geleidbaar is, is de weerstand te hoog om honderden meters te overbruggen. Bliksem bestaat dan ook uit een serie van gedeeltelijke ontladingen. Het begint bij lokale ruimteladingen waarbij de veldsterkte sterk afwijkt van het gemiddelde veld. Hierdoor kunnen vonken ontstaan die de lucht ioniseren en daarmee een voorontladingskanaal vormen met dezelfde grote veldsterkte. Dit proces kan zich herhalen met stappen van telkens 50 tot 100 meter met een snelheid van zo'n 150 km/s. Bij de tegengestelde lading kan op dezelfde wijze een vangontladingskanaal ontstaan. Zodra de voorontlading of stapsgewijze voorslag (stepped leader) het vangontladingskanaal bereikt, vormt zich de hoofdontlading of hoofdslag (return stroke) waarbij de lading zich met een snelheid van zo'n 150.000 km/s door het bliksemkanaal beweegt. Door dit kanaal bewegen zich vervolgens meestal nog meerdere ontladingen (re-strikes).

### Ladingsverdeling in een onweerswolk
Bliksem ontstaat door de verdeling van elektrische lading over een onweerswolk. Wat betreft de processen, die grote delen van de wolk een afwijkende lading kunnen geven, zijn er wel 10 theorieën. De ladingsverdeling hoeft op zichzelf nog niet tot het ontstaan van plotselinge ontladingen, de bliksems, te leiden. Er zijn vele lekstromen, die de ontstane ladingsverschuiving tegenwerken, zodat bliksems niet strikt noodzakelijk zijn. Evenmin is zonder meer duidelijk, waarom een ontlading tussen de onderzijde van de wolk en de grond zou optreden, dat wil zeggen de blikseminslag. Daarbij geldt nog dat de aarde een goede geleider is en dat gelijknamige elektrische ladingen elkaar afstoten. Omdat in de meeste gevallen de negatief geladen wolken zich onderaan bevinden, zullen onder de wolk de elektronen in de aardkorst verdreven worden, zodat de aarde plaatselijk een positieve lading krijgt. Onder de wolk heerst daarom een sterk elektrisch veld, dat omhoog gericht is. De elektrische spanning in dat veld is echter 100 à 1000 keer te klein om een ontlading mogelijk te maken. De doorslagspanning van lucht is namelijk 3 miljoen volt per meter. In zeldzame gevallen treedt ook een omgekeerde ladingsverdeling op, met een positieve lading aan de onderzijde van de bewolking en bijgevolg een negatieve lading aan het aardoppervlak. In dat geval spreekt men van een positieve bliksem als er ontlading optreedt.

### Vonk en kanaal
Als gevolg van de onregelmatige verdeling van de ladingen in de wolk kan plaatselijk wel enige vonkvorming optreden. Hierdoor vindt dan ionisatie plaats waardoor de geleiding sterk toeneemt. De hoogste potentiaalverschillen verplaatsen zich daardoor naar de tip van het geleidende kanaal. Daar vormen zich weer vonken en herhaalt zich het proces. Deze kettingreactie leidt dus tot een zichzelf voortplantend geleidend kanaal, de zogenoemde voorontlading. Overigens heeft dit 'kanaal' een doorsnede van slechts enkele centimeters. De voorontlading groeit zo stootsgewijs in stappen van enkele tientallen meters in de richting van de grootste potentiaalverschillen (stepped leader). Soms treden bij dit groeien vertakkingen op.
Een echt grote stroom loopt er nog niet: de (negatieve) lading schuift af en toe iets verder op in het geleidende kanaal, waarbij dat kanaal telkens iets oplicht. De daalsnelheid van de voorontlading is slechts zo'n 1500 kilometer per seconde.
Een of meer takken van de voorontlading kunnen dicht bij de grond komen, op 50 tot 100 meter hoogte. Het kanaal heeft dan ongeveer de elektrische spanning van de wolk en de veldsterkte (volt per meter hoogteverschil) boven de grond loopt dus enorm op. Met name boven spitse punten is er dan geen sprake meer van rustige ionisatie gepaard gaande met sint-elmsvuur, maar eerder van krachtige vonkvorming, die zich in de richting van het naderende voorontladingskanaal spoedt. Men noemt dit om begrijpelijke redenen de vangontlading.

### Hoofdontlading
Als de vangontlading contact maakt, is er een soort kortsluiting ontstaan tussen de ladingscentra in wolk en aarde. Te beginnen bij het contactpunt gaan elektronen dan in grote aantallen sneller bewegen. Even later vult deze sterke stroom het hele kanaal. Men noemt dit de hoofdontlading of soms ook wel de terugslag (return stroke). Dit verschijnsel, dat met hevig oplichten gepaard gaat, verplaatst zich met ca. 100.000 tot 150.000 km/s van de aarde naar de wolk. In het hier geschetste voorbeeld bewegen de elektronen omlaag en in ons spraakgebruik wordt dan de stroomrichting omhoog gerekend. De elektrische stroom loopt immers van plus naar min, tegengesteld aan de elektronen.

### Nieuwe ontlading
Als de bliksem uitdooft, vindt er een snelle herverdeling van lading in de wolk plaats omdat alle bereikbare lading verplaatst is. Het kanaal wordt dan vaak opnieuw gebruikt, allereerst door een nieuwe, snelle, nu onvertakte, voorontlading, en vervolgens door een nieuwe opwaartse hoofdontlading. Niet zelden herhaalt zich dit alles enkele malen. Wat als bliksem wordt waargenomen, bestaat vaak uit een aantal zogenoemde deelbliksems.

### Andere oorzaken
Niet alleen in onweerswolken treedt bliksem op. Zo is dit onder meer ook het geval bij vulkaanuitbarstingen. Deze vulkanische bliksem treedt op rond de krater en in een later stadium ook in de uitbarstingskolom.

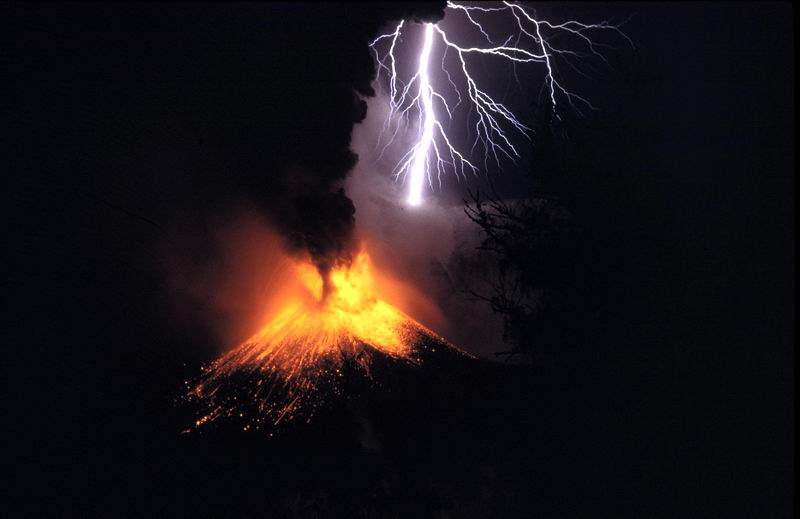
Vulkanische bliksem tijdens een uitbarsting van de Rinjani op Lombok in 1994

## Effecten

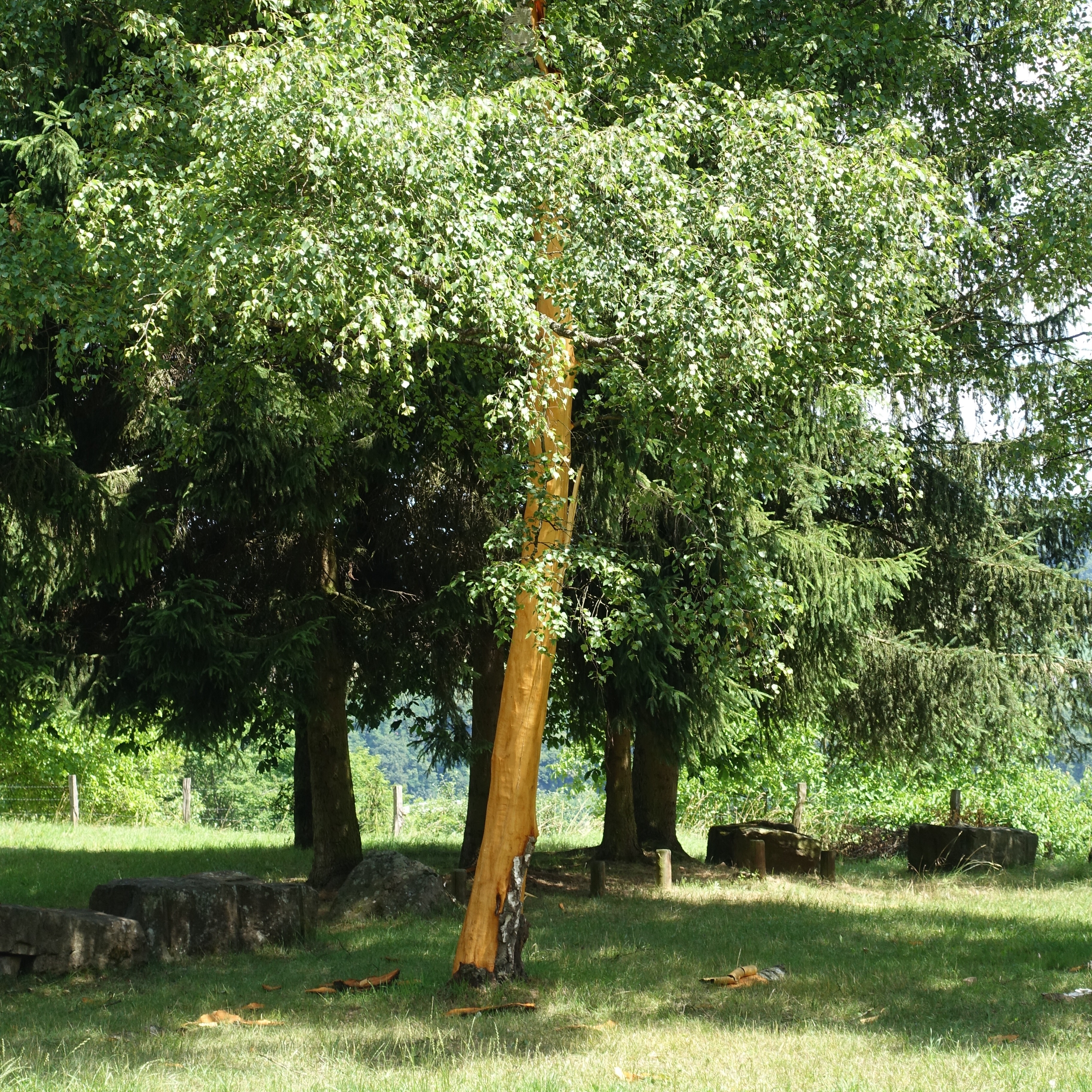
Explosieve dampdruk tussen de stam en de schors van de blikseminslag blies de berkenschors weg.

- Een gewoon stuk ijzer of staal kan in een magneet veranderen, als het door de bliksem geraakt wordt.
- De temperatuur in de binnenkant van de bliksem kan oplopen tot ongeveer 30.000 K, en is dus heter dan het oppervlak van de zon, die 5780 K bedraagt.[4]
- Door de hoge temperatuur in een bliksemschicht wordt, net als bijvoorbeeld in een verbrandingsmotor, luchtstikstof N2 omgezet in NOx. Bliksem levert naar schatting 8,6 miljoen ton NOx per jaar, plus een vergelijkbare hoeveelheid door bliksem die tussen wolken springt.[5]

## Veiligheidsadviezen
Onweersbuien komen vrijwel nooit als een verrassing. Ook in de weersverwachting wordt de kans op onweer aangegeven. Bij naderend onweer is men binnenshuis relatief veilig ten opzichte van buitenshuis. Veilig is men ook in een metalen auto met gesloten dak of metalen caravan, doordat deze bij een blikseminslag fungeren als kooi van Faraday en de lading direct wordt afgevoerd. De restlading die op de auto achterblijft, is zo gering dat het na een inslag niet, zoals soms wordt beweerd, nodig is tegen een paaltje te rijden.
Ook een metalen afsluitbare boot kan als een kooi van Faraday werken wanneer men in de kajuit zit. Het beste kan men overigens, wanneer onweer dreigt op het water, aan wal een veilig onderkomen zoeken. De meeste pleziervaartuigen zijn overigens niet van metaal maar van kunststof, terwijl ze wel een metalen mast hebben, en daarmee zeer onveilig zijn bij onweer. Een blikseminslag kan de kiel doen scheuren. Zwemmers dienen direct het water te verlaten.
Wanneer men buitenshuis verrast wordt door onweer kan men het beste uit de buurt van hoge punten blijven en ook vooral zorgen dat men zelf niet het hoogste punt is. In het open veld kan men het beste gehurkt en ineengedoken gaan zitten met de voeten tegen elkaar aan. Aangezien bomen de bliksem aantrekken is schuilen onder een boom zeer gevaarlijk. Ook beuken trekken, in tegenstelling tot wat sommige volkswijsheden en weerrijmpjes beweren, de bliksem wel degelijk aan.
Het licht van de bliksem is bijzonder fel en een nabije inslag kan verblindend zijn.

### In huis
Een huis zonder bliksemafleider is geen perfecte kooi van Faraday. Bij een (nabije) blikseminslag kan de elektrische stroom zich een weg banen langs leidingen en zo elektrische apparaten beschadigen. De elektrische velden tijdens een ontlading kunnen echter zo sterk zijn dat ook niet aangesloten elektronica beschadigd raakt doordat alle geleidende delen als antenne fungeren en hoge spanningen veroorzaken.
Ook een telefoon met vaste aansluiting of kabels van televisies kunnen bliksem geleiden. Elektronische apparatuur kan beschadigd raken en er kan brand ontstaan na een blikseminslag. Het is ook mogelijk dat de bliksem niet inslaat op het huis, maar via de kabels naar binnen komt.

## Afstand tot de bliksem
Om te bepalen hoe ver de bliksem verwijderd is, kan men de seconden tellen tussen het zien van de bliksem en het horen van de donder. Dit aantal gedeeld door drie is ongeveer de afstand in kilometers omdat het geluid met een snelheid van rond de 340 meter per seconde gaat en het licht je (bijna) meteen bereikt. Aangezien een onweerswolk vele kilometers lang kan zijn biedt deze regel geen zekerheid over waar de volgende inslag zal zijn.

## Het hoogste punt

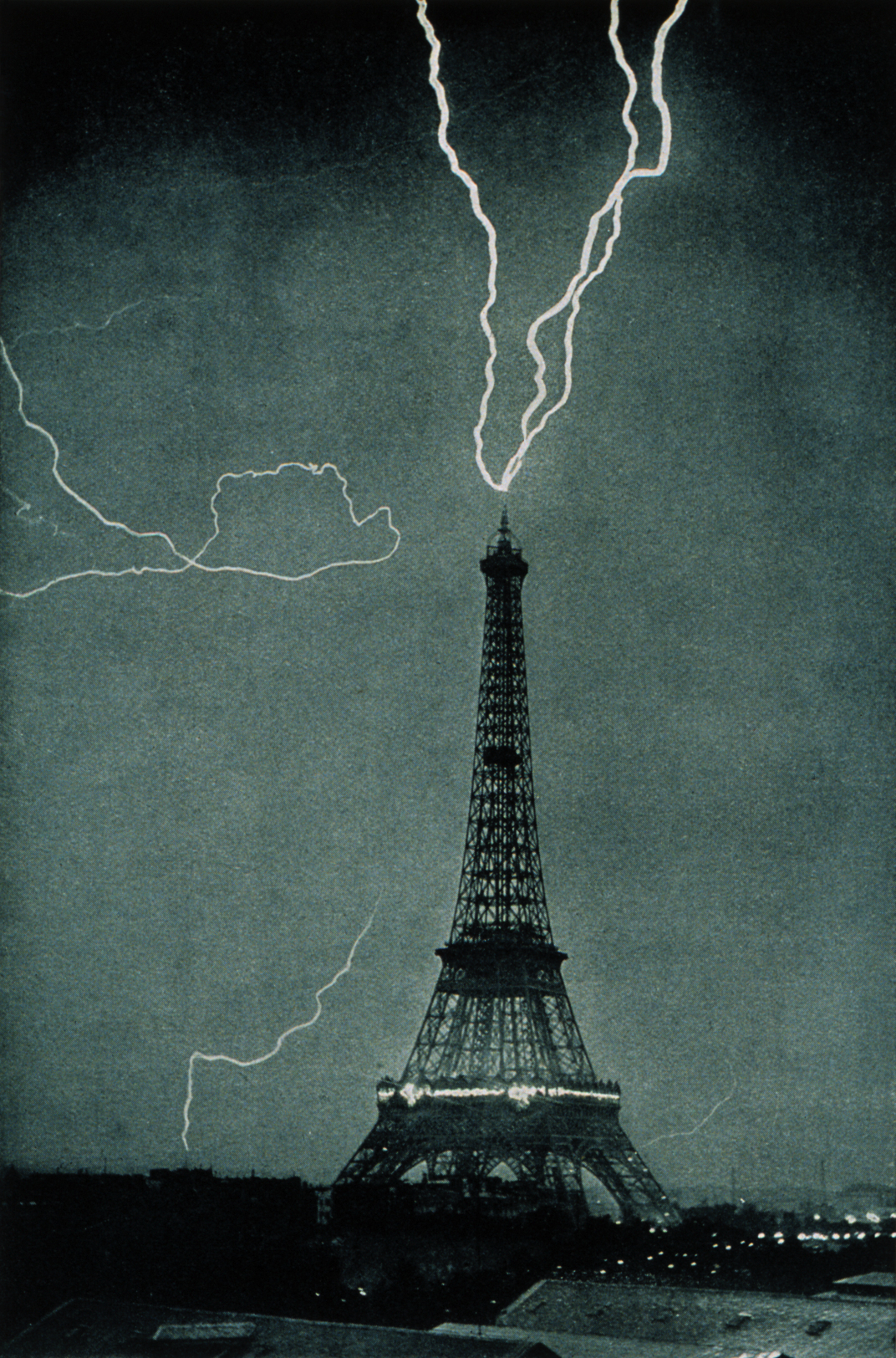
Blikseminslag in de Eiffeltoren in 1902

Vrijwel alle dingen geleiden stroom beter dan lucht dat doet. Daarom zal de bliksem bij voorkeur via bijvoorbeeld bomen en hoge gebouwen stromen. Ook ijzeren hekwerken zijn goede geleiders.
De blikseminslag veroorzaakt echter ook een gevaar door het potentiaalverschil in de grond. Alle geleidende voorwerpen, zoals een metalen hek maar ook een menselijk lichaam, nemen de stroom uit de grond op en geven hem verderop weer af, doordat ze beter geleiden dan de grond zelf.
Als vuistregel geldt dat de bliksem door een hoog object wordt aangetrokken in een gebied met een straal van ca. 1/3 van de hoogte van het object.
In een woestijn zal de bliksem het laagste punt opzoeken. Het zand is namelijk een zeer goede isolator, en de bliksem zal dus het punt opzoeken waar zo min mogelijk zand hoeft te worden doorkruist om bij het grondwater te komen. In een zandwoestijn kan men daardoor in de dalen zeldzame glazen fulgurieten vinden daar waar de stroom van een bliksem door het zand is gegaan.

## Verdere gevolgen
Een ontlading geeft in het elektromagnetische spectrum ook een grote invloed. Doordat er plotseling een zeer grote stroom gaat lopen ontstaat er een grote puls van radiogolven, die uit wordt gezonden in een zeer breed spectrum van frequenties. Deze puls breidt zich in een bolvorm uit vanaf de ontlading en kan afhankelijk van de frequentie de wereld rond reizen, soms zelfs meerdere keren. Op de zeer lage VLF en ULF-frequenties (300-30.000 Hz) is dan ook voortdurend geknetter te horen dat wordt veroorzaakt door onweersbuien over de hele wereld. Ook treden daar de zogenoemde whistlers op. Dit zijn dalende fluittonen die ontstaan door interactie van de bliksempulsen met het aardmagnetisch veld.
Radioverbindingen die met amplitudemodulatie werken kunnen door onweersbuien veel storing ondervinden. Op een radio-ontvanger die is afgestemd op de lange golf of de middengolf, is bliksem al op grote afstand waar te nemen als geknetter, wat de ontvangstkwaliteit sterk beïnvloedt. Op de hogere frequenties (vanaf ongeveer HF, 3 MHz) worden de golven sneller uitgedoofd en reiken ze minder ver. Deze frequenties zijn dus relatief vrij van storing. Daarom, en omdat in de tropen veel onweersbuien voorkomen, worden in die gebieden hogere frequenties dan de middengolf gebruikt voor lokale en nationale uitzendingen, de zogenoemde tropenbanden. Op verbindingen waarbij gebruik wordt gemaakt van frequentiemodulatie is vrijwel geen storing merkbaar doordat FM-techniek ongevoelig is voor verschillen in signaalsterkte.
Ter plaatse van de inslag kunnen elektrische stromen van meer dan 100 kA optreden. Die kunnen vernieling van een gebouw of een begin van brand in een gebouw veroorzaken.
Onder impuls van de sterke elektrische ontladingen treden ook plaatselijk wat minder gewone chemische reacties op. Zo wordt er bijvoorbeeld tijdelijk een hogere concentratie aan ozon door onweer veroorzaakt, iets wat mensen soms als een scherpe prikkelende geur waarnemen.

## Antennes
Ten slotte kan een ontlading met name in de buurt van antennes grote gevolgen hebben. Antennes staan vaak op of bij het hoogste punt, zijn vaak geaard en vormen zo een potentieel inslagpunt. Maar ook een ontlading in de nabijheid kan in de antenne en antenneleiding enorme stromen induceren. Via de antenneleiding kan alle aangesloten apparatuur, alsmede het 230V-lichtnet (via de netvoeding) voor een groot aantal beschadigde apparaten zorgen.

## Hoogspanningsnetten en bliksemspanningen
Ook hoogspanningsnetten zijn onderhevig aan de invloeden van de bliksem. Bij een directe inslag op een geleider of een mast van het hoogspanningsnet, kunnen via de mast of de kabel stromen van soms wel 20 tot 50 kA naar aarde vloeien en problemen veroorzaken. Om die reden worden zware eisen aan hoogspanningsmateriaal gesteld, vastgelegd in internationale voorschriften.
Om na te gaan of aan deze eisen wordt voldaan, worden onder meer in het hoogspanningslaboratorium van de KEMA in Arnhem zogeheten
stootspanningproeven uitgevoerd, die aantonen of het materiaal aan de gestelde eisen voldoet.
Voor een objectief en vergelijkbaar onderzoek naar de diëlektrische vastheid van isolatoren en ander hoogspanningsmateriaal, is de vorm waaraan deze bliksemspanningsstoot moet voldoen internationaal genormaliseerd. Deze vorm is overeengekomen na talrijke metingen aan blikseminslagen over de gehele wereld.
Een stoot volgens de internationale voorschriften bestaat uit een volle golf met een aperiodiek karakter.
De definitie voor deze vorm is 1,2/50 μs, waarbij de tijd van 1,2 μs de fronttijd T1 is vanaf het begin van 0 kV tot de topwaarde en T2 (50 μs) betrekking heeft op de tijd, waarin de halfwaardetijd van de stootspanning is bereikt. Om een goed beeld te verkrijgen van de diëlektrische vastheid van een proefobject, worden vijf positieve en vijf negatieve stoten gegeven, aangezien beide polariteiten kunnen voorkomen.
In de grafiek is een spanningsgolf met de vorm 1,2/50 μs afgebeeld van hoogspanningsmateriaal voor een bedrijfsspanning van 150 kV, waarbij een bliksemspanning hoort van 750 kV. Na 50 μs is de halfwaardetijd (T2) bereikt en is de spanning gedaald tot 375 kV.
De totale tijd overigens die de spanningsstoot met vorm 1,2/50 μs nodig heeft om weer tot 0 kV te dalen, bedraagt circa 400 μs.
Zoals onder het artikel Hoogspanning wordt genoemd, hanteert Nederland een aantal spanningsniveaus, lopend van 10 kV tot 380 kV. Bij elke bedrijfsspanning hoort een bliksemspanning, zoals in onderstaande tabel is vermeld. De genoemde spanningen zijn de houdspanningen tussen fase en aarde. Bij deze spanningen mogen tijdens de proefnemingen geen door- of overslagen optreden. Zoals in de tabel te zien is, is de bliksemspanning bij de bedrijfsspanningen 220 kV en 380 kV rond de miljoen volt of hoger.
| Bedrijfsspanning (kV) | Topwaarde bliksemspanning (kV) |
| --------------------- | ------------------------------ |
| 10                    | 75                             |
| 20                    | 125                            |
| 30                    | 170                            |
| 50                    | 280                            |
| 110                   | 550                            |
| 150                   | 750 (zie grafiek)              |
| 220                   | 950                            |
| 380                   | 1425                           |

## Afbeeldingen

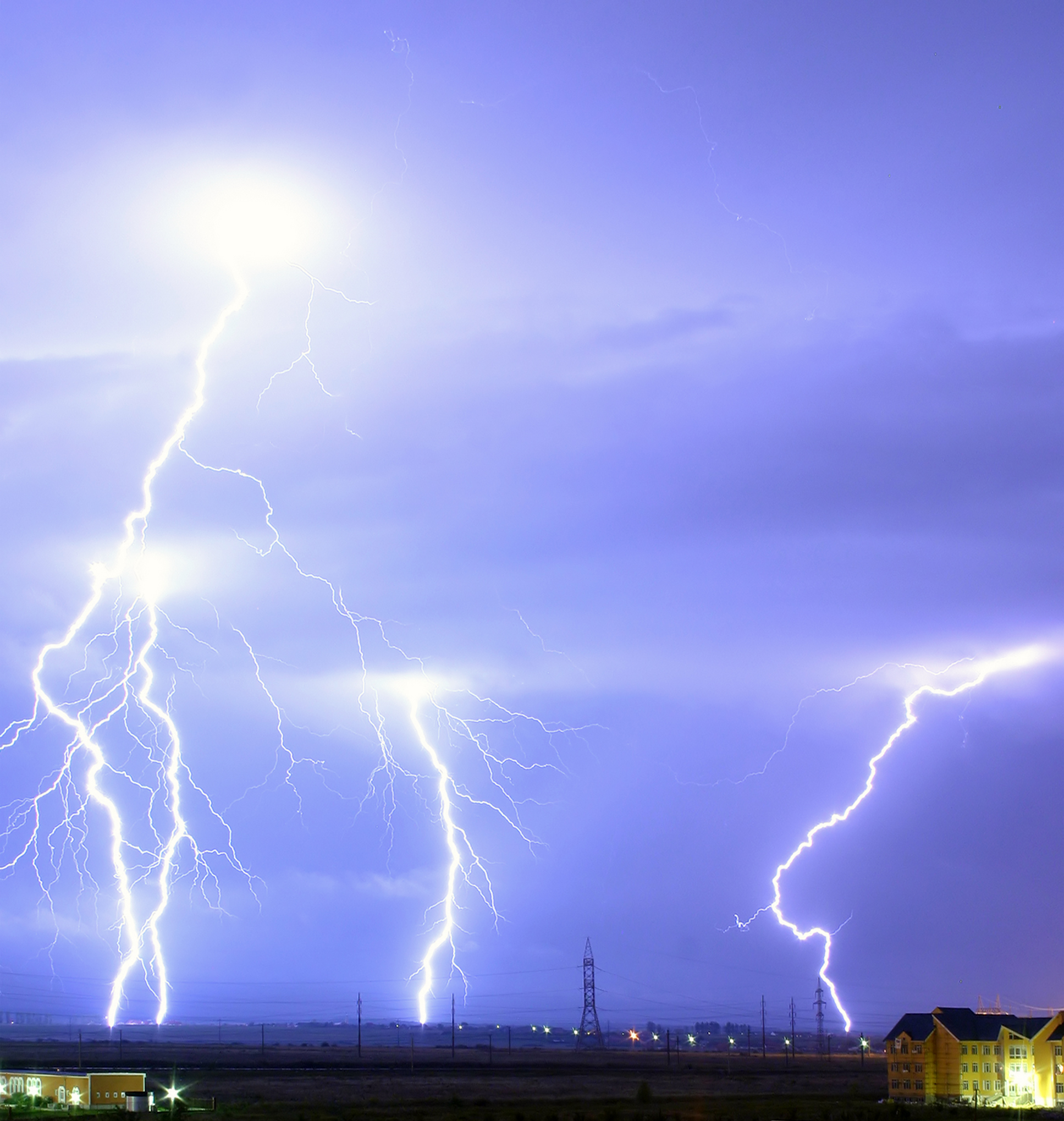
Bliksems boven Oradea, Roemenië
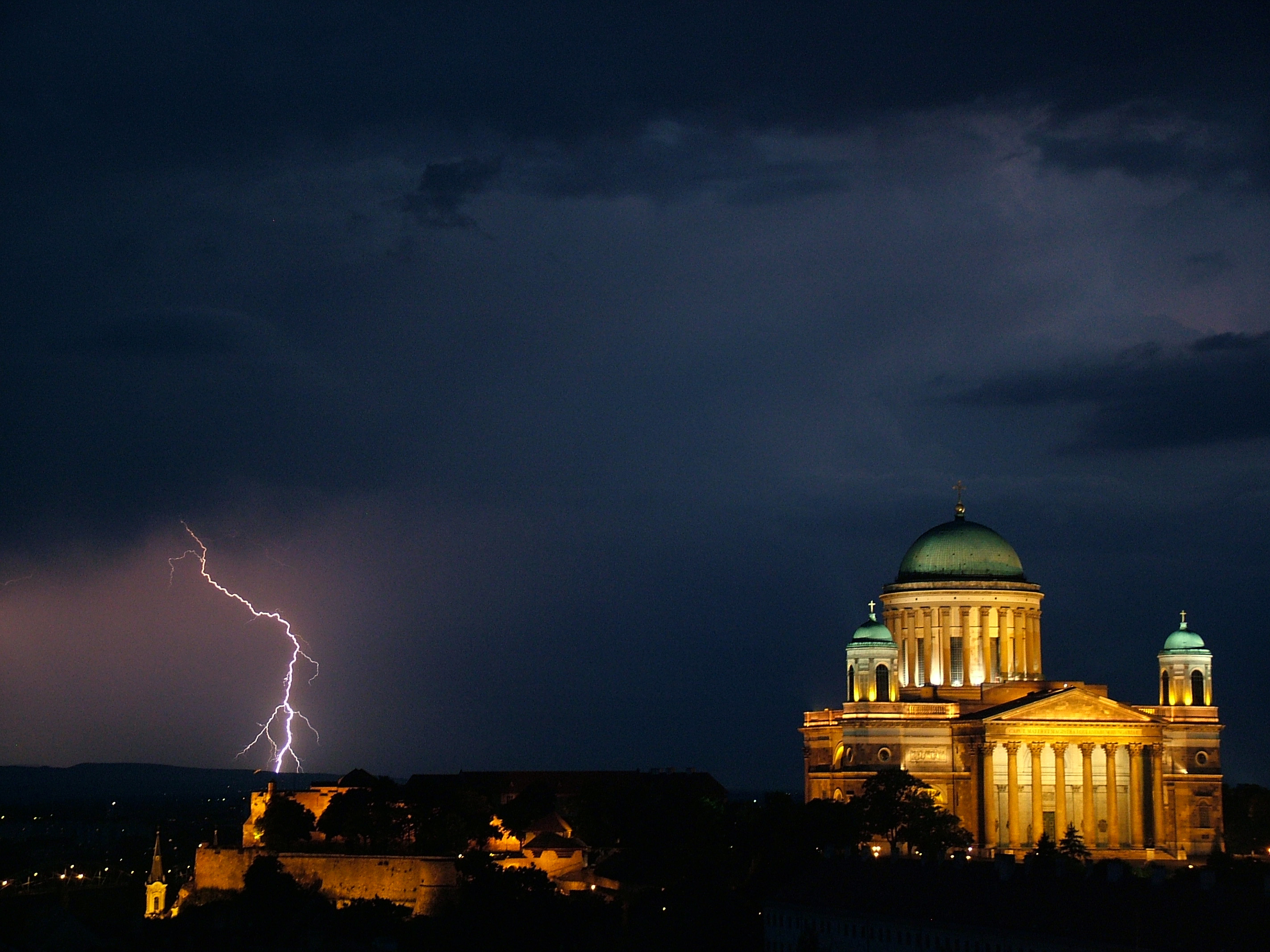
Bliksem bij de kathedraal van Esztergom
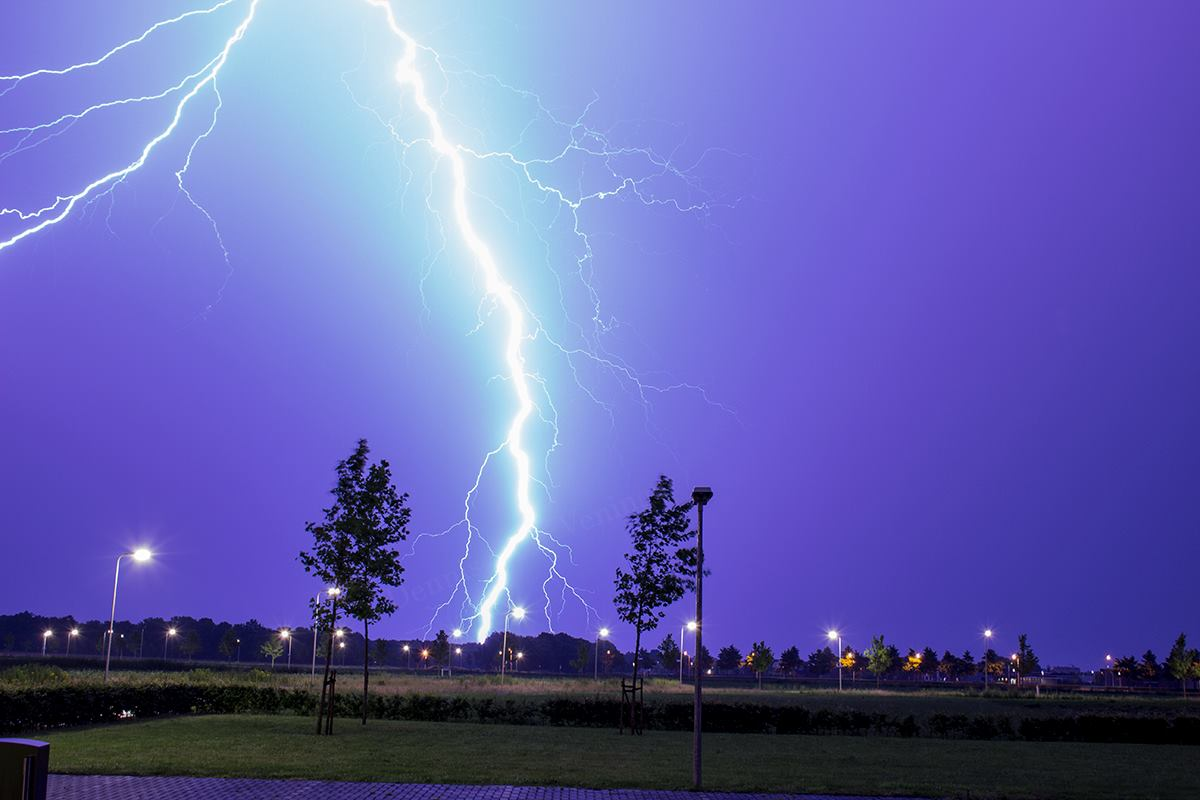
Vastgelegd in Assen
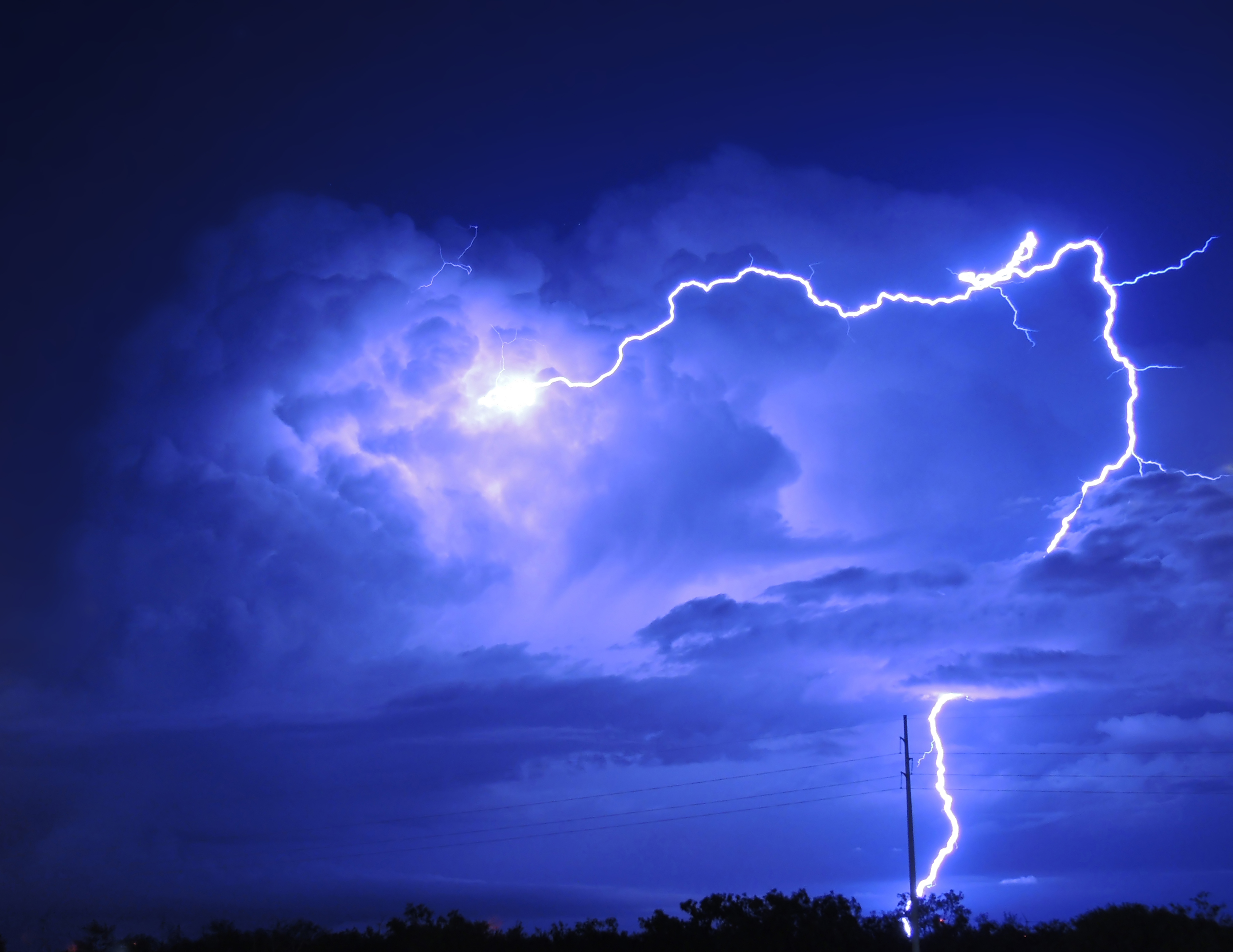
Bliksem in de buurt van Dallas